# Kapelusz (Podzamcze)

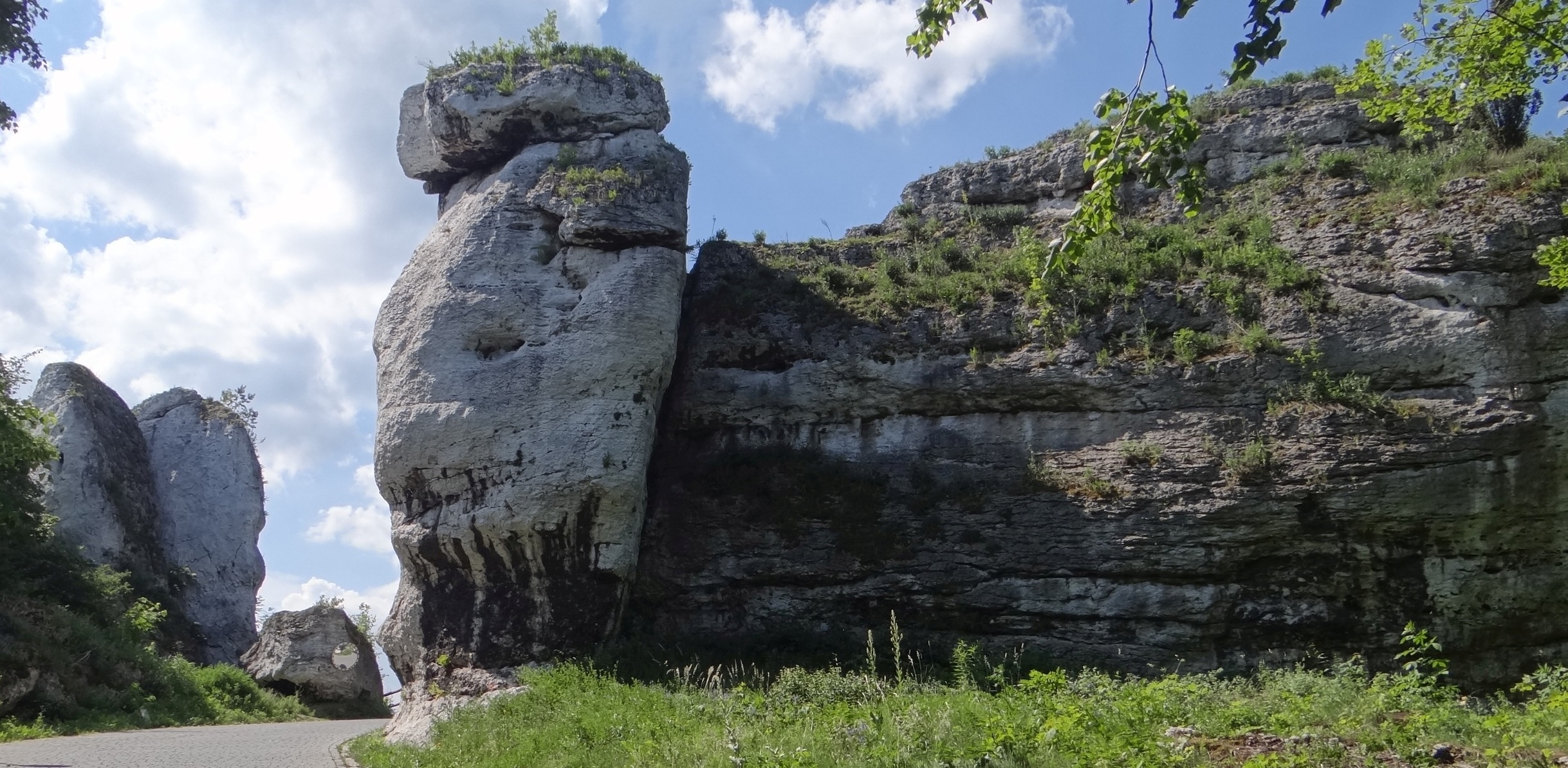
Od lewej: Grań za Kapeluszem, wjazd do hotelu i Kapelusz I i II

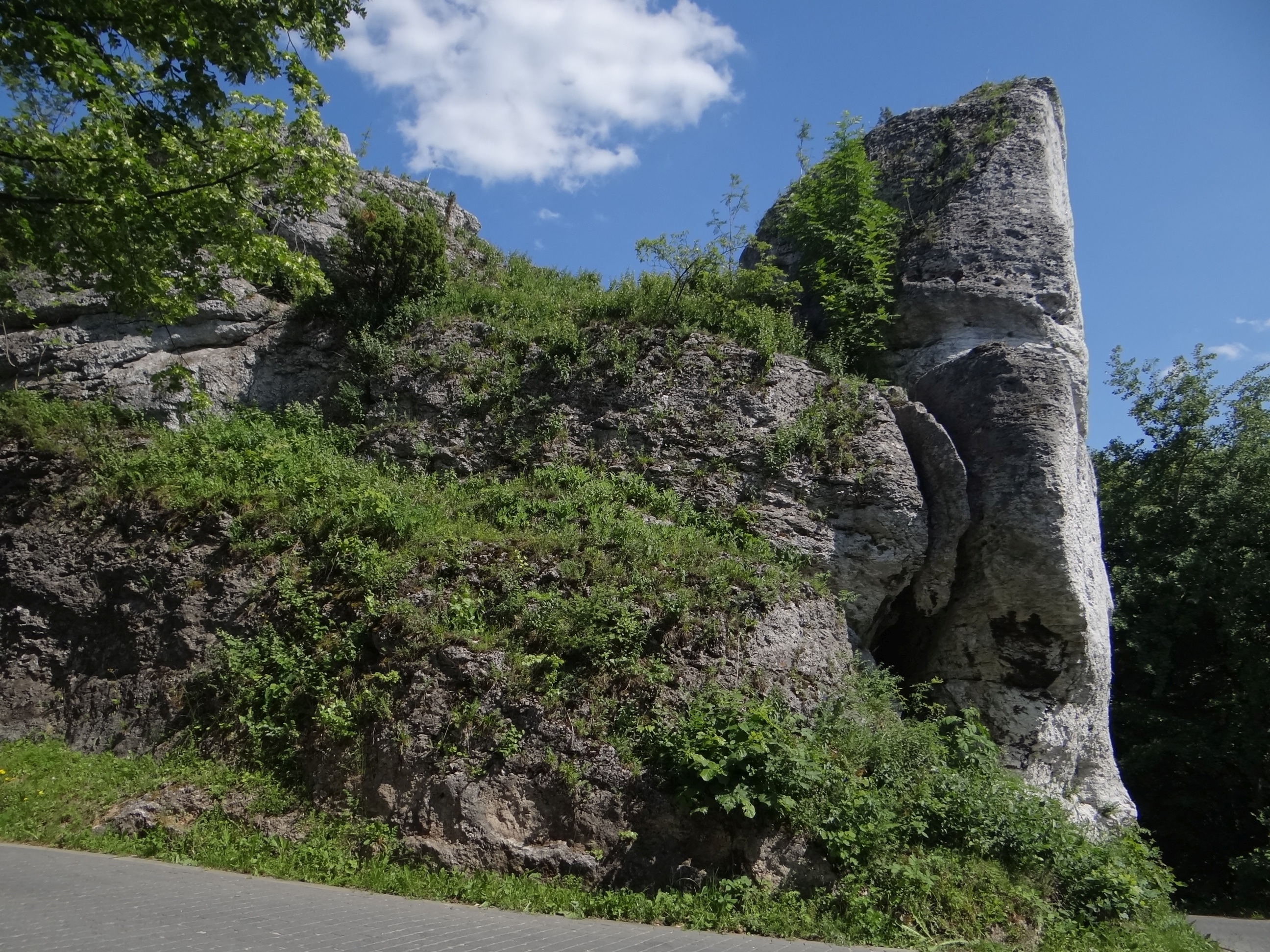
Kapelusz. Widok z północnego zachodu

Kapelusz – skała w miejscowości Podzamcze w województwie śląskim, w powiecie zawierciańskim, w gminie Ogrodzieniec. Znajduje się w szczytowych partiach Góry Janowskiego, zwanej też Górą Zamkową. Wzgórze to jest najwyższym wzniesieniem Wyżyny Krakowsko-Częstochowskiej. Skała Kapelusz wraz z położoną po zachodniej stronie skałą Grań za Kapeluszem tworzą skalną bramę, przez którą prowadzi droga do hotelu SPA znajdującego się na szczycie wzgórza.
Zbudowana z wapieni skała znajduje się na Wyżynie Częstochowskiej. Jest to baszta skalna znajdująca się tuż przy drodze wjazdowej do hotelu. Ma pionowe ściany i wysokość 11–14 m. Za nią, w kierunku wschodnim ciągnie się niższy, dwuczęściowy mur skalny (Kapelusz II i Kapelusz III). Łączna długość wszystkich trzech skał wynosi 55 m. 

## Drogi wspinaczkowe
Kapelusz wśród wspinaczy skalnych cieszy się niewielką popularnością. Ściany wspinaczkowe znajdują się na terenie w większości odkrytym, o wystawie południowo-wschodniej i południowo-zachodniej. Wspinacze skalni poprowadzili na nich 7 dróg wspinaczkowych o trudności od V+ do VI.3 w skali Kurtyki. Mają zamontowane stałe punkty asekuracyjne: ringi (r), stanowisko zjazdowe (st) lub ring zjazdowy (rz).
Kapelusz I
1. Kartka dla Waldka; 5r + st, VI.2+, 13 m
2. Filar Kapelusza; 5r + st, VI.1+, 14 m
3. Rysa na Kapeluszu; V+, 14 m

Kapelusz II
1. Serek; 4r + st, VI.2, 12 m

Kapelusz III
1. Skasowany budzik; 3r + st, VI.2, 10 m
2. Lewy kasownik; 3r + st, VI.3, 10 m
3. Prawy kasownik; 3r + st, VI.1+, 10 m[2].